# Mal physique
 (août 2024).
- Si vous ne connaissez pas le sujet, laissez ce bandeau (vous pouvez alors contacter les auteurs).
- Si vous supprimez le contenu mis en cause (vous pouvez préalablement contacter les auteurs),

argumentez précisément cette suppression dans la page de discussion
(un manque de référence n'est pas un argument ; une recherche réelle de référence doit avoir été effectuée, être formellement documentée).
 (janvier 2011).
Si vous disposez d'ouvrages ou d'articles de référence ou si vous connaissez des sites web de qualité traitant du thème abordé ici, merci de compléter l'article en donnant les références utiles à sa vérifiabilité et en les liant à la section « Notes et références ».
Le mal physique est, selon la typologie des maux qu'en a fait Hegel, la première catégorie de mal. Il est généralement entouré du mal métaphysique et du mal moral. 

## Description
Selon plusieurs auteurs dont Voltaire, dans Candide, le mal physique est présenté comme l'une des raisons fondamentales qui obligent l'Homme de toute époque à nier l'existence de Dieu. Il se manifeste généralement à travers la douleur concrète et empiriquement ressentie (piqûre d'insecte, blessure, etc.), la douleur psychologique (la perte d'un être cher) ou par la destruction simple de l'univers physique qui nous entoure (éruption volcanique). Ainsi, différent du mal métaphysique qui structure l'essence même de l'homme et du mal moral qui présente l'homme comme toujours porté vers le péché, le mal physique est la conséquence de ces autres maux car la structure de l'homme étant constituée d'une ouverture au péché (mal métaphysique), l'homme fait naître en lui la tendance à vouloir faire du mal (mal moral) et le manifeste par la décision volontaire qu'il prend de blesser son frère (mal physique). Du mal métaphysique, naît le mal moral et de ce dernier naît le mal physique.[réf. nécessaire]
Néanmoins, le mal physique ne peut pas que naître du mal moral. Il est aussi causé par l'instabilité notoire que l'on découvre dans la nature : les éruptions volcaniques, les inondations, le froid, la grêle, etc. Autant de choses qui constituent en soi une blessure de l'intégrité physique de l'Homme.[réf. nécessaire]